# 鲍洛格·乔鲍
鲍洛格·乔鲍（Balogh Csaba，1987年3月10日—），匈牙利国际象棋棋手。2004年获国际象棋特级大师称号。
鲍洛格曾于2003年获得过欧洲国际象棋16岁组冠军。2006年，取得匈牙利国际象棋全国亚军。2011年，他在迪拜公开赛中并列第二至五位。之后，又于2013年、2014年两度获Casino de Barcelona比赛冠军。
2014年，鲍洛格代表匈牙利队获得了第41届国际象棋奥林匹克银牌，而他个人也以2839分的表现分获得了第二台台次银牌。